# Na chwilę
Na chwilę – singel polskiego piosenkarza Grzegorza Hyżego i producenta muzycznego Tabba z albumu studyjnego, zatytułowanego Z całych sił. Singel został wydany 26 maja 2014.
Kompozycja znalazła się na 1. miejscu listy OLiA, najczęściej odtwarzanych utworów w polskich rozgłośniach radiowych.

## Geneza utworu i historia wydania
Utwór napisali i skomponowali Bartosz Zielony i Karolina Kozak.
Singel ukazał się w formacie digital download 26 maja 2014 roku w Polsce za pośrednictwem wytwórni płytowej Sony Music Entertainment Poland. Kompozycja została umieszczona na debiutanckim albumie studyjnym Grzegorza Hyżego – Z całych sił.

## „Na chwilę” w stacjach radiowych
Nagranie było notowane na 1. miejscu w zestawieniu OLiA, najczęściej odtwarzanych utworów w polskich rozgłośniach radiowych.

## Teledysk
Do utworu powstał teledysk, który udostępniono w dniu premiery singla za pośrednictwem serwisu YouTube.
Wideo znalazło się na 1. miejscu na liście najczęściej odtwarzanych teledysków przez telewizyjne stacje muzyczne.

## Notowania

### Pozycje na listach airplay
| Kraj   | Lista             | Najwyższa pozycja |
| ------ | ----------------- | ----------------- |
| Polska | AirPlay – Top     | 1                 |
| Polska | AirPlay – Nowości | 1                 |
| Polska | AirPlay – TV      | 1                 |